# غريب دوست
غريب‌ دوست هي قرية في مقاطعة ميانة، إيران. عدد سكان هذه القرية هو 381 في سنة 2006.